# 尾崎豊 (政治家)
尾崎 豊（おざき ゆたか、1919年1月31日 - 1979年2月26日）は、北海道の政治家である。中標津町長（4期）、北海道議会議員（1期）を務めた。

## 略歴
樺戸郡月形町出身。初山別村尋常高等小学校卒業。
- 1938年 弟子屈産業組合に書記として勤務
- 1939年 標津村産業組合書記
- 1944年 標津村農業会主事、1945年同会の専務理事
- 1948年 中標津町農業協同組合の初代参事となる。
- 1954年 中標津町長選に立候補、当選し政治家としての道を歩む（4期14年）。
- 1970年 町長を辞して北海道議会補欠戦に臨むも落選。
- 1971年 北海道議会議員当選
- その後中標津町自動車学校の代表取締役社長に就任 [1]
- 1990年7月27日 中標津空港に銅像が製作され、除幕式が行われた。

## 実績
- 中標津空港誘致の功労者
- 開陽台の名付け親

## 叙勲・褒章
- 1972年 中標津町名誉町民
- 1979年 従六位勲五等双光旭日章、地方自治功労、名誉町民[2]